# Novgorodska oblast
Novgorodska oblast (ruski: Новгородская область) je federalna oblast u Rusiji. Nalazi se u Sjeverozapadnom saveznom okrugu
Administrativno središte oblasti je Veliki Novgorod, prije znan i kao Novgorod. Oblast je uspostavljena 5. srpnja 1944.
Površina: 54.501 km²
Broj stanovnika: 640.646 (2010.)
Novgorodska oblast je podijeljena na 21 rajon i ima 10 gradova:
1. grad Boroviči
2. grad Valdaj
3. grad Malaja Višera
4. grad Veliki Novgorod
5. grad Okulovka
6. grad Pestovo
7. grad Solci
8. grad Staraja Russa
9. grad Holm
10. grad Čudovo

## Vanjske poveznice
- (engl.) Službene stranice  Arhivirana inačica izvorne stranice od 25. prosinca 2011. (Wayback Machine)